# Eliasbahn
Die Eliasbahn ist eine ehemalige Werksbahntrasse des Hörder Bergwerks- und Hütten-Vereins im Dortmunder Stadtteil Hörde, die 1890 zur Verbindung der Hochöfen auf Phoenix-West mit der Hermannshütte errichtet wurde.
Die auch anderenorts verbreitete Bezeichnung Feuriger Elias war für diese Bahnstrecke besonders treffend, da hier die Funken sprühende Lokomotive auch Wagen mit glutflüssigem Roheisen zog.

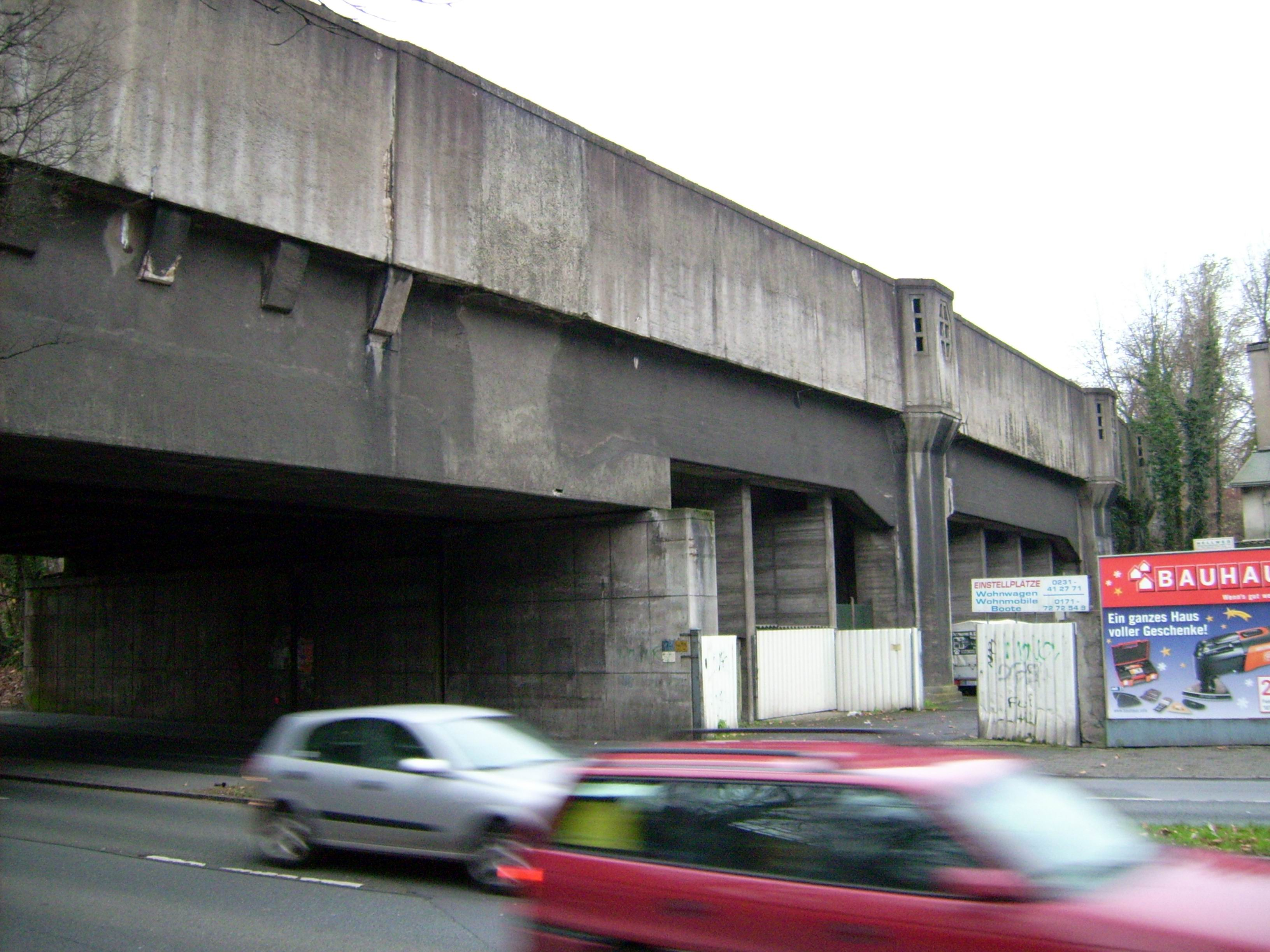
Trogbauwerk der Eliasbahn

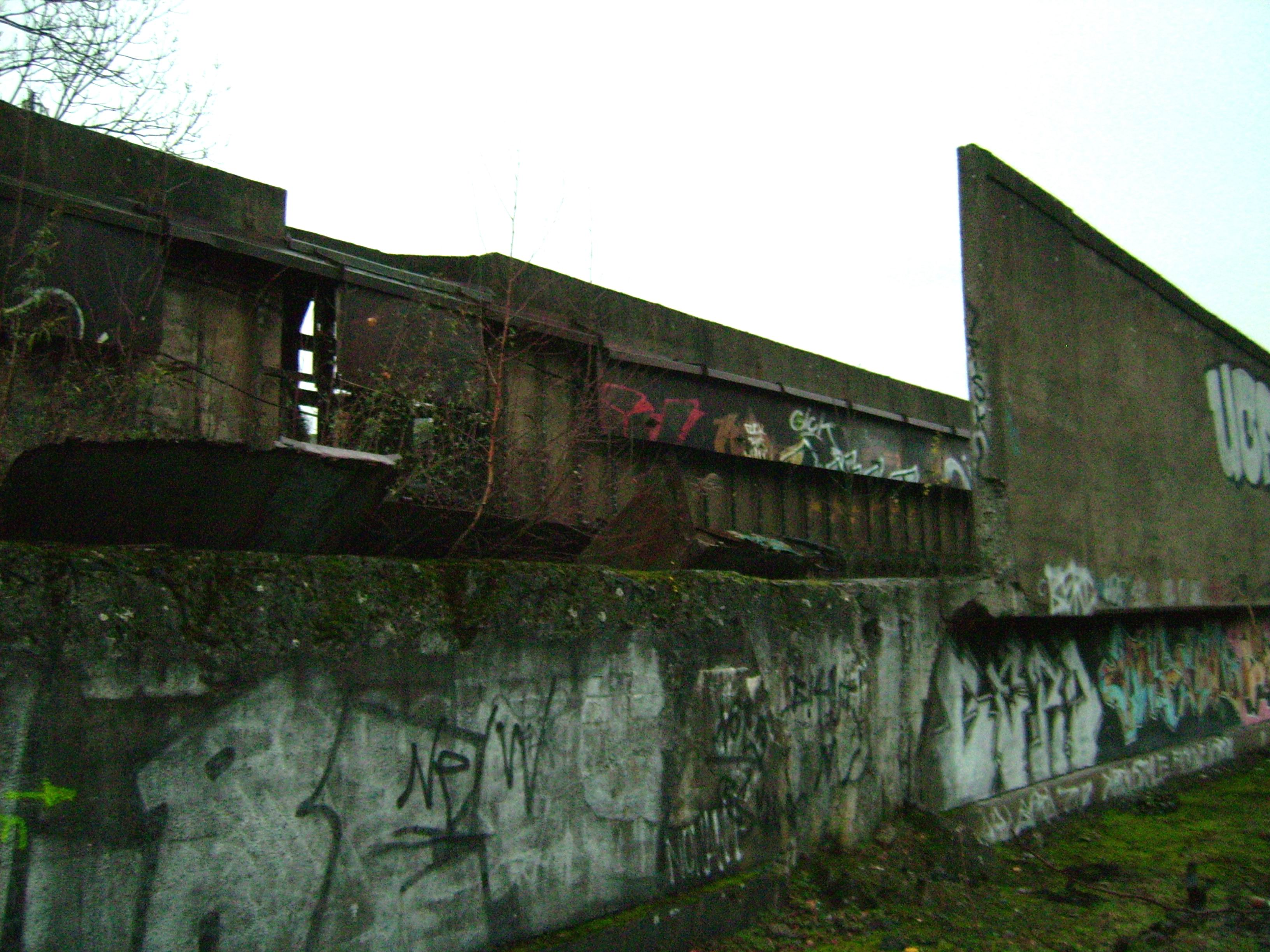
Blick in den Trog aus Stahlbeton

## Roheisentransport Phoenix-West–Phoenix-Ost
Der Hörder Bergwerks- und Hütten-Verein besaß zwei Produktionsstandorte. Auf Phoenix-West wurde das Roheisen in Hochöfen produziert. Die Weiterverarbeitung erfolgte in den Stahl- und Walzwerken der Hermannshütte (Standort Phoenix-Ost). Beide Industriestandorte waren durch eine 1,6 km lange Werksbahn miteinander verbunden. Die Streckenführung der Eliasbahn verlief auf einem Bahndamm mit mehreren Brücken mitten durch den Ortsteil Hörde. Auf der Trasse wurde bis zur Stilllegung der Produktionsstätten im Jahre 1998 flüssiges Roheisen in Torpedowagen zum Oxygenstahlwerk auf Phoenix-Ost transportiert. Zur Sicherung vor Unfällen mit der heißen Fracht wurden die Gleise in einem Trog aus Stahlbeton verlegt. Der Himmel über Hörde glühte zu dieser Zeit durch die Roheisentransporte in der Nacht häufig rot. Ab Ende der 1960er Jahre wurden die Transporte abgedeckt gefahren. Teilweise parallel zur Eliasbahn führten mehrere Rohre zum Transport des Gicht- und Kokereigases zwischen den Betriebsteilen. Das größte Rohr hatte einen Durchmesser von 2 m und eine Wandstärke von 20 mm. Es bestand eine durchgehende Rohrleitung zwischen der Kokerei Hansa in Huckarde, über die Stahlwerke Phoenix-West und Phoenix-Ost entlang der Eliasbahn in Hörde bis zum Gelände der ehemaligen Westfalenhütte.
Nachdem die Trasse der Eliasbahn einige Jahre nicht genutzt wurde, erfuhr sie im Rahmen des Umbaus der Phoenixstandorte neue Bedeutung. Im Jahre 2006 wurde die ehemalige Bahntrasse neben dem Trogbauwerk mit einer Asphaltdecke versehen. Ab September 2006 fuhren dort, ohne Kontakt zum öffentlichen Straßenverkehr, Lastkraftwagen mit dem Bodenaushub des im Bau befindlichen Phoenix-Sees. Bis Mitte 2007 wurden insgesamt 500.000 m³ Aushub vom Phoenixsee auf das Gelände Phoenix-West transportiert.
Die letzten Reste des Trogbauwerks wurden im März 2008 abgerissen. Auf der Trasse der Eliasbahn verläuft heute ein Rad- und Fußweg als direkte Verbindung zwischen dem Phoenixsee und Phoenix-West.

## Weitere Strecken

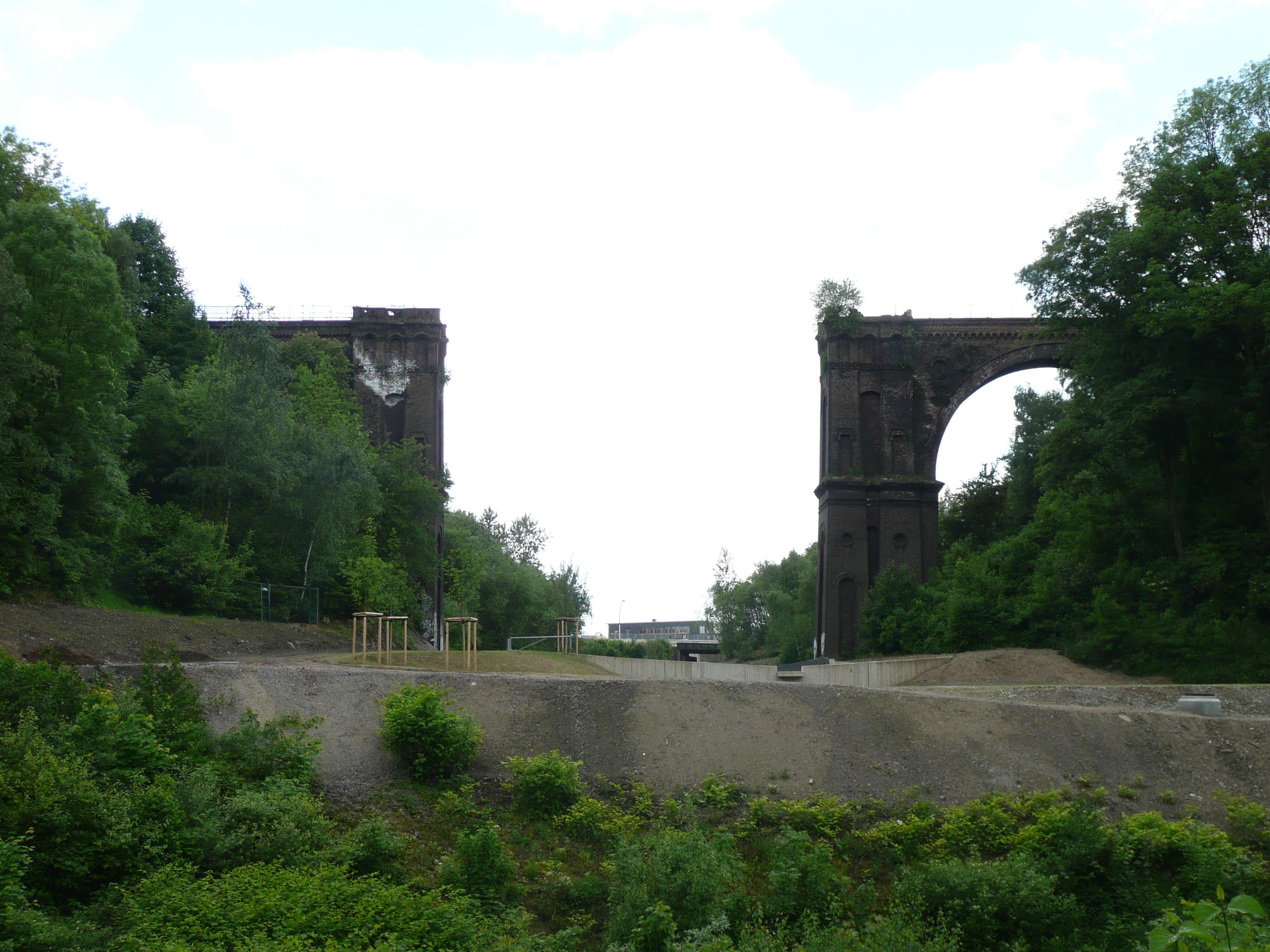
Rest des Viadukts der Schlackebahn

Auf dem Gelände des Stahlwerkes Phoenix-West existierte eine zweite Bahn. Diese wurde für Schlackentransporte vom Hochofenwerk Phoenix-West zur Halde an der Buschmühle genutzt. Von dieser Werksbahn sind die Brückenköpfe eines Viadukts („Hympendahlbrücke“) erhalten.
Schon 1859 errichtete der „Hörder Verein“ eine schmalspurige Verbindung von der Hermannshütte zu seiner Zeche Schleswig in Neuasseln. Diese Strecke wurde 1877 auf Normalspur umgerüstet und 1885 zur Zeche Holstein und zum Bahnhof Wickede-Asseln an der Bahnstrecke Welver–Sterkrade weitergeführt. Auf der Bergehalde der Zeche Schleswig wurden auch glutflüssige Schlacken des Hochofens Phoenix-West abgelagert. Der nördliche Teil der Halde diente von der Nachkriegszeit bis zum planmäßigen Betriebsschluss 2007 als Schuttdeponie. Die Gleise der Werksbahn sind zurückgebaut, eine für einen Radweg umgebaute Eisenbahnbrücke in Schüren, eine ungenutzte Brücke in Neuasseln und weite Strecken des Bahndamms sind noch erhalten.